# Castello di Goito
Il castello di Goito era un'antica roccaforte risalente al XII secolo situata nel centro di Goito, della quale rimangono solo i ruderi.

## Storia e descrizione
Si fa cenno del castello, edificato sulle rive del Mincio, già ai tempi di Matilde di Canossa e del vescovo di Mantova Manfredo dal 1109 al 1147, che donò alcuni beni del castello al monastero di Polirone. 
Durante il corso dei secoli, la struttura subì attacchi e devastazioni. Tra questi è noto l'attacco posto da Federico II di Svevia nel 1236 e da Ezzelino III da Romano nel 1251.
Al tempo del marchese di Mantova Ludovico III Gonzaga, l'antica rocca venne collegata ad un palazzo dotato di vasto parco, divenendo così una sontuosa dimora signorile immersa nella campagna mantovana. Con Francesco II e con Guglielmo Gonzaga l'edificio venne abbellito e dotato di importanti opere d'arte. Guglielmo vi morì il 14 agosto 1587. Nel castello fu rinchiuso e trovò la morte il 24 maggio 1571 Flaminio Paleologo, figlio naturale di Giovanni Giorgio del Monferrato, ultimo marchese del Monferrato della dinastia dei Paleologi, reo di aver tramato contro il duca Guglielmo Gonzaga.